# Кузьминівка (Берестинський район)
Кузьми́нівка —  село в Україні, у Берестинському районі Харківської області. Населення становить 58 осіб. Орган місцевого самоврядування — Новоолександрівська сільська рада.
Після ліквідації Сахновщинського району 19 липня 2020 року село увійшло до Красноградського (Берестинського) району.

## Географія
Село Кузьминівка знаходиться на відстані 1,5 км від річки Оріль (правий берег). На відстані 2 км розташовані села Новодмитрівка і Степанівка. Через село проходить залізниця, станція Кузьминівка.

## Історія
- 1865 - дата заснування.